# Gioseffo Guami
Gioseffo Guami (né le 27 janvier 1542 à Lucques et mort en 1611) est un compositeur, organiste, violoniste et chanteur  italien de l'école vénitienne. Il était notamment connu pour la composition de madrigaux.

## Biographie
Gioseffo Guami fut le principal professeur d'Adriano Banchieri.